# Часопис на брајевом писму "Ријечи у прстима"
Часопис на брајевом писму "Ријечи у прстима" је културно-научна и информативно-забавна публикација ЈУ Специјалне библиотеке за слијепа и слабовида лица Републике Српске. 

## Историјат
Први број часописа на брајевом писму "Ријечи у прстима" изашао је у марту 2013. године. 

## Технички детаљи
Часопис излази тромјесечно у тиражу од 150 примјерака. Бесплатан је и намијењен слијепим и слабовидим корисницима Библиотеке. Циљ часописа је приступ информацијама и задовољавање културних и образовних потреба лица с оштећењем вида, у складу са Конвенцијом УН о правима особа са инвалидитетом (члан 4 и 9).

## Рубрике
Редовне рубрике у часопису су: 
- Новости из библиотеке
- Култура и умјетност
- Свијет науке
- Хумор и сатира
- Здравље и живот
- Они су оставили траг
- Занимљивости

## Редакција
Главни и одговорни уредник је Јовица Радановић, који је заслужан и за компјутерску обраду. Редакцију чине Јелена Радаковић и Драгана Божић.